# Cejřov
Cejřov je malá vesnice, část obce Vrbatův Kostelec v okrese Chrudim. Nachází se asi 1,5 km na jihovýchod od Vrbatova Kostelce. V roce 2009 zde bylo evidováno 20 adres. V roce 2001 zde trvale žilo 20 obyvatel.
Cejřov leží v katastrálním území Vrbatův Kostelec o výměře 3,49 km2.